# 스모토성

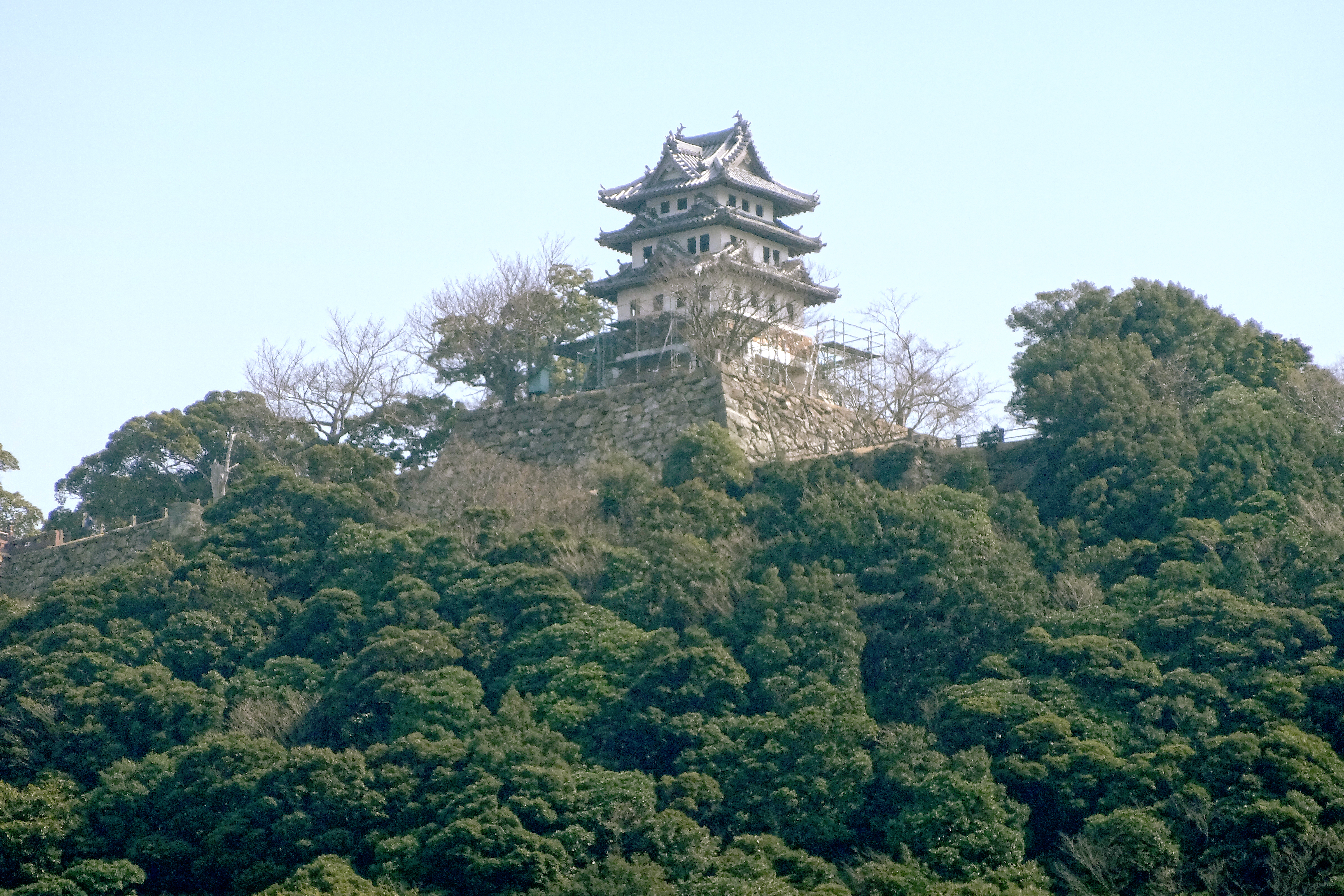
스모토 성

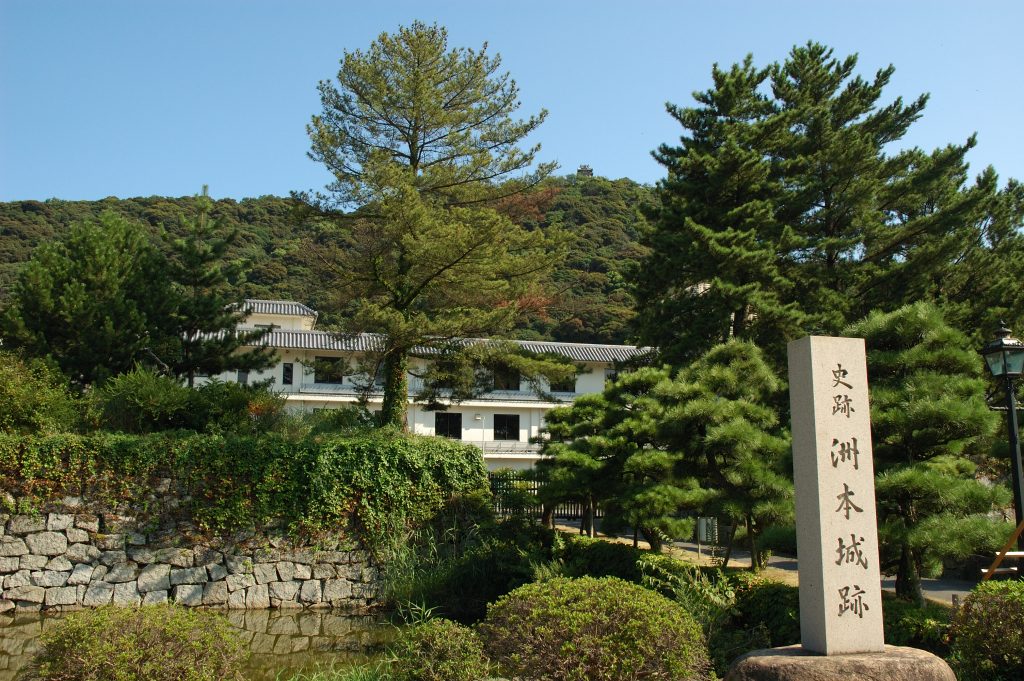
스모토 성터

스모토성(일본어: 洲本城)은 효고현 스모토시에 있는 성이다. 에도 시대 초기에 스모토 번청을 두었다. 와키자카 야스하루의 성으로 알려져 있다. 미쿠마 성(三熊城)이라는 이명이 있으며 성터는 국가 사적에 지정되었다.

## 역사

### 센고쿠 시대 내지 아즈치모모야마 시대
1526년 미요시 가문의 중신 아타기 하루오키가 미쿠마 산에 성을 축성했다. 그 후, 아타기 후유야스, 노부야스, 기요야스가 대를 이어 성주로 부임했다. 1581년 오다 노부나가의 아와지 공략에서 하시바 히데요시 군에 함락되었고, 스모토 성은 히데요시의 휘하 센고쿠 히데히사에게 주었다. 그러나, 히데히사는 분고의 오토모씨와 협력해 사쓰마의 시마즈씨를 공략(규슈 정벌)할 때 군율을 위반했고, 전장에서 시마즈 군에 대패(헤쓰기가와 전투)했다. 이로 인해 성주 센고쿠 히데히사는 고야 산으로 추방되었다. 대신 와키자카 야스하루가 성주로 부임해 성을 대폭 개숙하였다. 이때 천수와 노보리이시가키를 조성했다.
1600년 세키가하라 전투에서 와키자카 야스하루는 고바야카와 히데아키가 서군에서 동군으로 배신을 하자, 이에 편승해 동군에 가담하였고, 서군의 오타니 요시쓰구 부대를 괴멸시켰다. 이 공으로 소령을 유지할 수 있었다.

### 에도 시대 내지 현재
1609년 와키자카 야스하루가 이요 오즈 번으로 이봉되자, 스모토 번은 도도 다카토라의 소령에 편입되었다. 하지만, 1610년 하리마 히메지번에 편입되어, 이케다 가문에서 관리 하였다. 1613년 번주 이케다 데루마사가 죽자 스모토 번은 데루마사의 3남 다다카쓰에게 돌아 갔고, 히메지 번에서 분번되어 다시 스모토 번이 성립된다. 그리고, 이케다 다다카쓰는 스모토 성을 버리고, 나루가시마 섬에 유라 성을 축성한다. 당시 나루가시마 섬은 육지와 연결되어 있고, 현재는 육지와 분리되어 있다.
1615년 번주 이케다 다다카쓰의 형인 오카야마번주 이케다 다다쓰구가 죽자, 후계를 이기위해 오카야마 번으로 옮겨갔고, 스모토 번은 폐번되었다. 그 후 오사카 전투에서 공을 세운 하치스카 요시시게의 도쿠시마번에 편입되어 하치스가 가문의 가신 이나다 가문이 유라 성에 입성해 이 지역을 다스렸다. 1631년 내지 1635년 무렵 교통이 불편하다는 이유로 유라 성을 버리고, 스모토 성을 본성으로 삼았다. 이때 산정의 성은 재건되지 않고, 기슭에 거관을 조성했다. 또, 유라 성일대 마을을 이주시켰기 때문에 이 일을 유라비케(由良引け)로 불리고 있다.
현재 성터에는 구루와, 석벽, 망루터 등이 남아있고, 성의 상징인 천수는 1928년(쇼와 3년) 쇼와 천황 즉위식을 기념하여 철근콘크리트 구조로 재건된 것이다. 1999년(헤이세이 11년) 1월 14일 성터는 국가 사적에 지정되었으며, 기슭에 조성된 거관 터도 스모토 시 사적에 지정되어 있다. 또, 성터에는 시모토 시립 아와지 문화사료관 등이 건립되어 있다.

## 남아있는 건축물
해자 일부와 석벽을 제외하곤 성의 건조물이 남아 있지 않지만, 번주의 영빈관으로 사용된 긴텐카쿠(金天閣)이 하치만 신사 경내에 현존해 있다. 이 건물은 스모토 성내에 있던 어전 건물의 일부로 1641년 도쿠시마번주 하치스카 요시시게에 의해 지어진 것이다. 현 지정문화재이며, 메이지 초기에는 아와지 여자 고등학교(현 효고 현립 스모토 고등학교)에 이축되어 교사 건물로 사용되었다가, 현 위치로 옮겨졌다.

## 관광

### 교통
- 고속버스를 이용, 스모토 버스센터에서 하차. 산 아래 성까지 도보로 20분 소요, 산 정상의 성까지 도보로 60분소요.
  - 스모토 버스센터에서〈유라 복지센터〉행 버스로 환승해〈공원 앞〉정류장에서 하차 (산 아래 성). 산 정상의 성까지 도보로 40분소요.

### 주변 문화시설 및 관광명소
- 세토 내해 국립공원
  - 미쿠마 산
  - 오하마 공원
- 스모토 온천
- 이쓰쿠시마 신사

## 같이 보기
- 와키자카 야스하루
- 도쿠시마번
- 스모토 번
- 오즈성 - 스모토 성의 천수를 와키자카 야스하루가 오즈 성에 이축했다는 설이 있다.